# Garbes (Josep Benseny)
Garbes és un oli sobre tela de l'any 1951, obra de Josep Benseny Piñol, que un cop adquirida als hereus de l'artista l'any 1981, forma part de la col·lecció del Museu d'Art Jaume Morera de Lleida.
L'obra fou presentada per primer cop a l'exposició pòstuma que el Cercle de Belles Arts de Lleida va dedicar-li a Josep Benseny l'any mateix de la seva mort (1952). Segons el catàleg d'aquella exposició, l'obra es titulava Garvillas (Lérida), i és un dels innumerables paisatges que Benseny pintà dels voltants de Lleida, un dels millors testimonis del protagonisme de la llum en l'obra del pintor posterior a la guerra.
Inicialment, Benseny se centra en el treball del cel i el moviment dels núvols, però en aquest cas el cel perd protagonisme respecte a la terra, i el moviment dels núvols ha estat substituït per les línies de les garbes de blat, arribant fins i tot a una certa deformació de la visió general de l'obra. Garbes és una obra característica de la darrera etapa de Benseny, quan aquest adoptà una paleta cada cop més càlida, amb un predomini evident dels ocres i taronges, que alguns autors defineixen com a expressivament lumínica.
Benseny se serví de paisatge com a motiu inspirador i medi on poder desenvolupar el temperament vehement que el caracteritzava, mantenint-se en unes solucions pictòriques pròpies del paisatgisme de mitjan segle xx, l'única forma de pintura relativament moderna acceptada per la societat franquista. No obstant, el dramatisme amb què molts cops afronta el tema, com a reflex de les pròpies emocions l'apropa, també, a un cert expressionisme i romanticisme. Benseny no traspassà mai els límits d'un art lligat a la idea de realitat i resolt en temes plenament figuratius, però la lluita contra el traspàs mimètic del quadre fou constant. Si bé la seva línia de treball fou ben clara, la seva mort prematura planteja el dubte sobre com hagués pogut madurar la seva obra a l'empara de les tendències sorgides al llarg de la dècada dels cinquanta, les quals suposaren un veritable trencament amb la cultura artística amb el primer franquisme.